# Supercalifragilisticexpialigetisch
Supercalifragilisticexpialigetisch sowie superkalifragilistisch expiallegorisch sind deutsche Übersetzungen des englischen Kunstwortes supercalifragilisticexpialidocious (Aussprache: /ˌsuːpɚˌkælɪˌfrædʒəlˌɪstɪkˌɛkspiːˌælɪˈdoʊʃəs/) aus dem gleichnamigen Lied im Filmmusical Mary Poppins der Walt Disney Productions. Der Begriff wurde zusammen mit dem Filmmusical in viele Sprachen übersetzt, meist nahe angelehnt an das englische Original.
Das Lied wurde von Richard M. Sherman verfasst, gesungen wurde es erstmals 1964 im Musical Mary Poppins von den Schauspielern Julie Andrews und Dick Van Dyke.

Das Wort wird als Unsinnsbegriff in einem Lied des Musicals verwendet: 

„Supercalifragilisticexpialigetisch. Dieses Wort klingt durch und durch furchtbar, weil synthetisch. Wer es laut genug aufsagt, scheint klug und fast prophetisch, supercalifragilisticexpialigetisch.“

Im Filmmusical nimmt dieses Wort eine Schlüsselstellung hinsichtlich der dahinterstehenden Geisteshaltung ein. Es wird von der Filmfigur Jane erklärt als “[…] something to say when you don't know what to say.” (deutsch: „[…] etwas, was man sagen [kann], wenn man nicht weiß, was man [sonst] sagen sollte“). Zuletzt übernimmt es im Film sogar der hartherzige Bankier George Banks in seinen aktiven Wortschatz und freut sich wie ein glückliches Kind: “Supercalifragilisticexpialidocious! Mary Poppins was right, it's extraordinary! It does make you feel better! Hee hee hee hee!” (deutsch: „Supercalifragilisticexpialigetisch! Mary Poppins hatte recht, es ist außergewöhnlich. Es muntert einen wirklich auf! He, he, he, he[…]“).

## Aufbau des Begriffes
Das im Englischen 34 Buchstaben lange Wort besteht aus mehreren abtrennbaren Bestandteilen, die wie im Folgenden gedeutet werden können:
| Wort        | englisch | englisch zu deutsch             | Herkunft                                                                    |
| ----------- | -------- | ------------------------------- | --------------------------------------------------------------------------- |
| super       | above    | oberhalb, über dem Durchschnitt | lateinisch super ‚über‘                                                     |
| cali        | beauty   | Schönheit                       | altgriechisch κάλλος ‚Schönheit‘                                            |
| fragilistic | delicate | zerbrechlich, empfindlich       | lateinisch fragilis ‚fragil, zerbrechlich‘                                  |
| expiali     | to atone | wiedergutmachen, sühnen         | lateinisch expiatum, Partizip Perfekt zu lateinisch expiare ‚sühnen, büßen‘ |
| docious     | educable | erziehbar                       | lateinisch docere ‚lehren, unterrichten‘                                    |

Inwieweit das Wort in erster Linie lautmalerisch oder mit einer tatsächlichen Bedeutung verwendet wird, ist unklar. Richard Lederer übersetzt in seinem Buch Crazy English das komplette Wort als “atoning for extreme and delicate beauty [while being] highly educable”. Es soll zudem das bekannteste englische Wort mit mehr als 28 Buchstaben sein.

## Einfluss in die Alltagssprache
Der Einfluss des zungenbrecherischen Wortes auf die jugendliche Umgangssprache der 1960er- und 1970er-Jahre war groß. 1966 nahm Chris Howland eine Single mit der neu übersetzten Coverversion Superkalifragilistisch Expiallegorisch / Unterpfaffenhofen über Oberpfaffenhofen auf. In einer anderen Version sang er „Superkalifragilistischexpiallegorisch: Dieses Wort ist wunderbar und außerdem rhetorisch. Will man meine Meinung hören, sag ich kategorisch: superkalifragilistischexpiallegorisch.“
In Anlehnung an supercalifragilisticexpialidocious nannte Prince einen von ihm 1986 eingespielten Song Superfunkycalifragisexy. Der Titel wurde 1994 auf dem Black Album veröffentlicht.
2002 wurde der (falschen) Behauptung, der Begriff entstamme dem Rotlicht-Milieu, auf der Seite The Straight Dope nachgegangen.
Der eingängige Sprechrhythmus dieses Wortes wird auch gelegentlich für Wortspiele verwendet, so im Februar 2000 in einer Schlagzeile der The Sun: Super Caley Go Ballistic, Celtic Are Atrocious, auf Deutsch: ‚Super-Caley flippt aus, Celtic ist grauenvoll‘. Damit wird eine außergewöhnliche Situation im schottischen Fußball beschrieben, als der kleine Verein Inverness Caledonian Thistle („Caley“) im schottischen Pokalwettbewerb völlig unerwartet mit 3:1 Celtic Glasgow schlug.